# Natalscia demarcata
Natalscia demarcata är en kräftdjursart som först beskrevs av Barnard 1932.  Natalscia demarcata ingår i släktet Natalscia och familjen Philosciidae. Inga underarter finns listade i Catalogue of Life.